# Єралієвський сільський округ
Єралі́євський сільський округ (каз. Ералиев ауылдық округі, рос. Ералиевский сельский округ) — адміністративна одиниця у складі Жанааркинського району Улитауської області Казахстану. Адміністративний центр — село Єралієво.
Населення — 1784 особи (2021; 2060 у 2009, 2177 у 1999, 2521 у 1989).
Станом на 1989 рік існувала Єралієвська сільська рада (села Акбастау, Аралтобе, Єралієво, селища Жомарт, 189 км, 201 км). 2007 року були ліквідовані село Аралтобе та селища Роз'їзд 201.

## Склад
До складу округу входять такі населені пункти:
| Населений пункт               | Населення, осіб (1989) | Населення, осіб (1999) | Населення, осіб (2009) | Населення, осіб (2021) |
| ----------------------------- | ---------------------- | ---------------------- | ---------------------- | ---------------------- |
| Акбастау, село                | 164                    | 145                    | 168                    | 134                    |
| Аралтобе, село                | 242                    | 116                    | -                      | -                      |
| Єралієво, село                | 1929                   | 1342                   | 1328                   | 1315                   |
| Жомарт, станційне селище      | 30                     | 70                     | 199                    | 142                    |
| Кезен, село                   | -                      | 221                    | 122                    | 13                     |
| Роз'їзд 189, станційне селище | 144                    | 257                    | 243                    | 180                    |
| Роз'їзд 201, станційне селище | 12                     | 26                     | -                      | -                      |